# Santos Lipesker
Santos Lipesker (Rosario, Santa Fe, 10 de octubre de 1918 – 30 de junio de 1978), cuyo nombre real era Salomón Lipesker, fue un director de orquesta, clarinetista, bandoneonista, saxofonista y compositor argentino que cultivó diversos géneros musicales, además de realizar la actividad de productor musical. También utilizaba los seudónimos de André, Vincent Morocco, Valentino, Roy Best, Chico Mendoza, Pascal Valenti, Gasparín, Jean-Pierre, Ronald Bonn y Jacinto W.

## Actividad profesional
Era hijo de José Lipezker y Ana Dobin, un matrimonio judío radicado en Rosario proveniente de la localidad ucraniana de Odesa (en aquel entonces bajo el Imperio ruso). Eran seis hermanos argentinos, todos estudiaron música en Rosario y 4 de ellos se dedicaron profesionalmente a ella: Félix, León, Freddy y Santos. A pesar de que sus hermanos cursaron estudios de música, él se destacó por ser una máquina de producir y, además, el más  popular.
Santos se inició como clarinetista en grupos infantiles y a los doce años se incorporó a la orquesta característica Paladini-Romano. En 1934 su hermano Leo consiguió que el bandoneonista Pedro Maffia, en cuya orquesta trabajaba, lo incorporase a Santos, quien luego de haberse iniciado con el clarinete había aprendido el bandoneón, demostrando ya entonces una gran facilidad para la música y un oído privilegiado, que le permitió dominar varios instrumentos sin realizar estudios formales. Más adelante, Santos se inclinó más por el jazz y la música sincopada, especialmente como saxofonista, que por el tango, aunque sin abandonar este último. Fue así que en 1939 integró  con el pianista Sebastián Piana, Pedro Maffia, el guitarrista Abel Fleury y el contrabajista Alfredo Corleto el quinteto que con la voz de Alberto Gómez estrenó Milonga triste.
En la década de 1940 se incorporó a la orquesta de jazz dirigida por el saxofonista Sam Liberman, que actuaba en el Palermo Palace. A partir de entonces se dedicó a este género, alternando el clarinete con el saxo tenor, aunque con prevalencia de este último. Además de los reemplazos de último momento a los que era requerido por su versatilidad para adaptarse a los distintos arreglos, pasó por las orquestas de Eduardo Armani, Rudy Ayala, Roberto Césari, los Cotton Pickers de Ahmed Ratip, la Jazz Casino, Rudy Machado y Luis Rolero, entre otros.

## Radio y televisión
En la década de 1950 Lipesker dirigió  la orquesta estable de Radio El Mundo y a partir de la salida al aire de Canal 9 también la de dicho canal. Por esos años fue además productor y director artístico del sello Phonogram. Tuvo a su cargo la dirección musical del programa Sábados Continuados, que se transmitió a partir del 5 de enero de 1964 y hasta 1967 por Canal 9 de Argentina conducido por Antonio Carrizo, salvo en 1965 y 1966 en que lo hizo Emilio Ariño, que tenía como uno de sus elementos atractivos la presentación de cantantes de la nueva ola, mayormente provenientes del programa El Club del Clan. La misma función realizó ese año en el programa El Especial, también de Canal 9, un musical dirigido por Pancho Guerrero y conducido por José Cibrián cuya estrella principal era Paulette Christian y contaba con la actuación del ballet de Beatriz Ferrari. En 1966 trabajó en la dirección musical de varios promas de Canal 9: Pilimilibim, comedia musical sobre libretos de Alberto Adellach con poca producción y escasa repercusión que se transmitía por Canal 9 protagonizada por las mellizas españolas Pili y Mili; Con ustedes Neil Sedaka, encabezado por el artista estadounidense homónimo, producido y conducido por Blackie y San Remo en Buenos Aires, conducido por Pinky con textos de Alicia Norton, dirigido por Wilfredo Ferrán, producido por Alejandro Doria y protagonizado por la cantante italiana Mina Mazzini.
En 1977 se presentó en un especial en Canal 9 como Vincent Morocco y su orquesta.

## Compositor
Compuso cientos de temas; entre los tangos se recuerda Bolero, tango satírico compuesto en 1947 con letra de Reinaldo Yiso que cuenta la resistencia de un porteño frente a la difusión de aquel género y fue un gran éxito de la orquesta de Osvaldo Pugliese en la voz de Roberto Chanel; Codicia; Hablemos francamente, compuesto en 1953 con letra del poeta popular Héctor Gagliardi; Sinfonía de arrabal; Tristezas, tango de refinado romanticismo que compuso en 1938 con letra del cantor Martín Podestá cuando ambos actuaban con Pedro Maffia, y lo dedicaron al director y a sus compañeros de la orquesta; Sólo una palabra, de 1940 con letra de Carlos Bahr; La barra de la esquina, con versos de Reinaldo Yiso; Una carta para Italia, un  desafortunado tango de 1948 en cuya letra un inmigrante italiano comparaba con notorio propósito propagandístico del gobierno de Juan Domingo Perón una paradisíaca Argentina con la miseria de posguerra de su país; un destacable instrumental de 1955 es Concierto al arrabal; y de 1956 es Petitero, tango  burlesco y más bien burdo 
que criticaba una tendencia de moda del momento, con centro en el elegante Petit Café, de Santa Fe y Callao, y que fue grabado por la orquesta de Juan D'Arienzo.
Fue autor de la famosa marcha Sinceramente en 1954, utilizada posteriormente por las hinchadas en el ámbito futbolístico de Argentina.
En otros géneros, compuso boleros, cumbias; temas nuevaoleros como "Total para qué", obras como el vals "República Argentina" (1948), el "Divito Boogie", en homenaje a Divito, creador de Rico Tipo, que interpretaban los Cotton Pickers y también de la marcha oficial de Boca Juniors. 
En 1957, Lipesker compuso con el humorista Aldo Cammarota y el actor e imitador Délfor Amaranto  para el muy popular programa cómico que se transmitía por Radio Splendid La Revista Dislocada el tango "Jacobo Gómez", cuya letra reitera la pregunta «¿Cómo que no poide ser?», en boca de un personaje  judío desesperado por casar a su hija, pero luego tacaño a la hora de organizar la boda. Salvo el uso del valesko en algunos tangos jocosos de la década de 1920, en ninguna obra del género que alcanzara difusión había aparecido la burla a los judíos.

## Sus conjuntos
Fueron numerosas las agrupaciones que fue creando Lipesker bajo diferentes denominaciones y solo para tener existencia discográfica, algunas de las cuales eran falsificadores de éxitos ajenos que producían música mala pero en general con éxito comercial, que después pasaba al 
absoluto olvido. Entre esas agrupaciones estuvieron André y su conjunto, dedicada fundamentalmente al tango y el folklore, en la que se desempeñaron, entre otros, músicos de la calidad de Ubaldo de Lío y Dante Amicarelli; Vincent Morocco y su orquesta; Conjunto Maracangalha, que logró excelentes versiones de temas brasileños; Los Soldaditos de Johnny, con buena producción en el género del jazz; Los Tururú Serenaders; G. G. y sus Go-Go, que grabó el hermoso larga duración Boleros a Go-Gó; Orquesta Estudio A. Mathias y su saxo, que logró un éxito con su versión de Playas Somnolientas; Apache; Los Claudios; Los Diablos; Don Pancho; Don Lucho y su conjunto; Ritmos de América; Gastón y su conjunto; Banda Espáña; Los Candomberos; Chico Mendoza; Cuarteto Los Porteñitos; la orquesta característica Gasparín y su conjunto; George Best; Roy Baxter y su quinteto; Valentino y su Tropical Band; Ronald Bonn; Tabac’s Musicum;; L.S. y su conjunto; Mechicolo; Lafuente y su conjunto; Pascal Valenti; JeanPierre; Orquesta Los Madrileños; Los 7 Ases del Ritmo; Marimba Sonora; Los Querubines; Los Rockers; y Trío Balvanera.

## Aspectos personales
Sin duda confluían en Lipesker el talento musical, el afán mercantil y también el desprendimiento. Le placía ganar fortunas y gastarlas casi al mismo tiempo. Tan  pantagruélico como Luis Rubistein, era capaz de festejar algún éxito embarcándose para volar a Montevideo para un banquete en determinado restaurante de su preferencia.